# Bruno Adriel Valdez
Bruno Adriel Valdez (San Rafael, 4 de enero de 2002) es un futbolista argentino, que juega de defensor central. Se desempeña actualmente en Magallanes de la Primera B de Chile.

## Trayectoria
Ingresó a las divisiones inferiores de Estudiantes de La Plata el año 2015, tras formar parte de las divisiones inferiores de Huracán de San Rafael de su ciudad natal. Fue ascendido al primer equipo pincharrata el año 2021, debutando en un partido amistoso ante Arsenal de Sarandí el 3 de febrero. El 14 de febrero debutó oficialmente, durante un encuentro válido por la Copa de la Liga Argentina ante River Plate, luego de ingresar al entretiempo en reemplazo de Martín Cauteruccio.
En enero de 2023, se anuncia su cesión por una temporada a Deportes Recoleta de la Primera B chilena.
El 1 de febrero de 2024 fue anunciado como nuevo jugador de AC Barnechea de la Primera B chilena. El 24 de diciembre de 2024 es anunciado como refuerzo de Magallanes de la misma división.

## Selección nacional

### Selecciones menores
En 2017, fue nominado por Diego Placente para formar parte de la Selección de fútbol sub-15 de Argentina en el Campeonato Sudamericano de Fútbol de la categoría disputado en Argentina, titulándose campeones. En 2019, fue nominado por Pablo Aimar en la lista preliminar de convocados para la Copa Mundial de Fútbol Sub-17, no formando parte de la nómina final.

## Estadísticas

### Clubes
| Club                         | País      | Año       |
| ---------------------------- | --------- | --------- |
| Estudiantes de La Plata      | Argentina | 2021-2023 |
| → Deportes Recoleta (cedido) | Chile     | 2023      |
| AC Barnechea                 | Chile     | 2024      |
| Magallanes                   | Chile     | 2025-Act. |

## Palmarés

### Títulos internacionales
| Título                                   | Equipo           | Sede      | Año  |
| ---------------------------------------- | ---------------- | --------- | ---- |
| Campeonato Sudamericano de Fútbol Sub-15 | Argentina Sub-15 | Argentina | 2017 |

### Distinciones individuales
| Distinción  | Año  |
| ----------- | ---- |
| León De Oro | 2017 |